# أسواق المنتزه
أسواق المنتزه هي سلسلة متاجر معروفة في مملكة البحرين. يعتقد أنها أكبر سلسلة متاجر في المملكة، الوصول للشعب البحريني وسكان البحرين وخدمة الناس في كافة المناطق هو أحد أهدافها. سوبرماركت المنتزه شركة تابعة لمجموعة المير التي تأسست في الأربعينات عن طريق رجل الأعمال البحريني جلال المير (1923-2000).
تم تأسيس أسواق المنتزه في أوائل الثمانينات. السجائر والمشروبات الكحولية ولحم الخنزير لا تباع في أي من الفروع.
شاركت أسواق المنتزه بنشاط في مقاطعة المنتجات الدنماركية في منطقة الشرق الأوسط.
في أغسطس 2015 افتتحت أسواق المنزه أول فرع للمتنزه إكسبرس والذي يمثل أسواق المنزه صغير الحجم، والهدف منه هو الوصول للناس في الأحياء السكنية الصغيرة. وفي مارس 2018، تم افتتاح الفرع رقم 16 لأسواق المنتزه في سوق البحير بالرفاع.

## الفروع
1. المحرق - سة ق المحرق
2. النويدرات
3. مدينة حمد - دوار 10
4. الحورة - شارع المعارض
5. مدينة عيسى
6. عراد
7. الرفاع - شارع بوكوارة
8. المنامة - السوق المركزي
9. قلالي
10. الكازينو
11. مركز المنتزه التجاري للأدوات المنزلية - المحرق
12. المنزه للقرطاسية - المحرق
13. المحرق إكسبرس
14. الرفاع إكسبريس
15. الحد إكسبرس - إبريل 2017
16. حوار إكسبرس
17. منطقة خدمات العمر - الصخير (في موسم البر)
18. البحير - أغسطس 2017

زيارة وزير الصناعة البحريني لإحدى فروع أسواق المنتزه: 

## الشركات التابعة
مجموعة المير لديها ست شركات وهي:
- مؤسسة المير التجارية للأدوات الصحية والبلاط [5]
- أسواق المنتزه [6]
- سفريات المنزه [7]
- المير للتوزيع [8]
- سيقافريدو زانيتي - كوفي شوب إيطالي [9]
- معهد المستقبل للتدريب والتطوير[10]